# Station Bergues
Station Bergues is een spoorwegstation in de Franse gemeente Sint-Winoksbergen (Bergues) op de lijn Arras-Hazebroek-Duinkerke. Het wordt bediend door de treinen van de TER-Nord-Pas-de-Calais.

## Treindienst
| Serie | Treinsoort | Route                                                           | Bijzonderheden |
| ----- | ---------- | --------------------------------------------------------------- | -------------- |
| K 52  | TER (SNCF) | Arras – Lens – Béthune – Hazebrouck – Bergues – Dunkerque       |                |
| K 70  | TER (SNCF) | Lille-Flandres – Armentières – Hazebrouck – Bergues – Dunkerque |                |
| P 70  | TER (SNCF) | Hazebrouck – Bergues – Dunkerque                                |                |